# NGC 2455
NGC 2455 je otvoreni skup u zviježđu Krmi. 

## Vanjske poveznice
- SEDS: NGC 2455